# IV (Godsmack-Album)
IV ist das vierte Studioalbum der US-amerikanischen Rockband Godsmack. Es wurde am 19. Mai 2006 über Republic Records veröffentlicht und erreichte Platz eins der US-amerikanischen Albumcharts. Das Album wurde in den USA mit einer Goldenen Schallplatte ausgezeichnet.

## Entstehung
Bevor die Band mit den Arbeiten für das Album begann durchlebte Sänger Sully Erna eine schwere Zeit. Seine Beziehung war in Gefahr, er musste sich mit einem Gerichtsverfahren wegen seines Hauses beschäftigen und hatte ernste Alkoholprobleme. Erna stellte sich diesen Problemen und holte sich aus diesem Prozess die Inspiration für die Texte des Albums. Zum ersten Mal konnte die Band in Ruhe an einem Album schreiben, ohne dass sie auf Tournee war oder einen Abgabetermin einhalten musste. Als Produzenten verpflichte die Band Andy Johns, der bereits mit Bands wie Led Zeppelin, den Rolling Stones oder Van Halen gearbeitet hat. Die Aufnahmen fanden im Spiral Recording Studio statt. Die Band schrieb 35 Lieder und nahm 17 davon auf. Als Gastmusiker traten Ernas Ex-Freundin Lisa Guyer und der Dropbox-Sänger John Kosco auf. Für die erste Single „Speak“ wurde ein Musikvideo gedreht.

## Hintergrund
Sänger Sully Erna vergleicht IV mit dem „Licht am Ende des Tunnels“. In seinen Texten geht es darum, die Wahrheit auszusprechen und mit sich selbst ins Reine zu kommen. „Livin' in Sin“ und „The Enemy“ handeln davon, wie Erna seiner Freundin von seiner Untreue berichtet. In „Shine Down“ geht es darum, das jeder Mensch Fehler in seinem Leben macht. Das kleine Mädchen, welches bei „Livin' in Sin“ ein Gebet spricht, ist Sully Ernas Tochter.
Der Albumtitel bezieht sich nicht nur darauf, dass es sich um das vierte Studioalbum der Band handelt, sondern beinhaltet auch den bandeigenen Humor aus dem Backstagebereich.

„We have this security guy. (...) He's another Boston guy. And in Boston it's "fou". They don't really have the "R". It's not "four," it's "fou." He'd be hanging around backstage and chicks would walk by and he would rate them from one to 10. (...) It was always you were a 10 or a fou. (...) And then the funniest one, this guy walked by with a chick on each arm and he goes, "Hey, two fous don't make an eight!" So when it came up (...) everybody was like, "Fou!" (...) We just thought it's fitting.“

„Wir hatten diesen Sicherheitsmann aus Boston. Und in Boston sagen die Leute "fou". Sie haben nicht wirklich den Buchstaben "R". Es ist nicht "four" sondern "fou". Er hing immer backstage rum und bewertete die vorbeikommenden Frauen von eins bis zehn. Aber die Frauen bekamen immer eine zehn oder ein "fou". Einmal kam er mit zwei Frauen in den Armen vorbei und sagte: "Hey, zwei "fous" ergibt nicht acht." Als wir uns über den Albumtitel Gedanken machten sagte jeder "fou"! Wir dachten einfach, das es passen würde.“

## Rezeption

### Rezensionen
IV erhielt von Seiten der Fachpresse überwiegend positive Kritiken. Matthias Weckmann vom deutschen Magazin Metal Hammer stellte zwar fest, dass sich die Band „in den letzten drei Jahren nicht wesentlich weiterentwickelt, sondern an Details gefeilt hat“, bescheinigte Godsmack aber eine „sensationelle Songqualität“ und gab sechs von sieben Punkten. Bastian Greb vom Onlinemagazin Bloodchamber fand auf IV „sechs absolut grandiose Songs, die man immer wieder hören möchte und fünf Titel, die man eigentlich nicht unbedingt braucht“ und vergab 7,5 von zehn Punkten. Dagegen kritisierte Christoph Schwarze vom Onlinemagazin Plattentests, dass sich Godsmack konsequent nicht weiterentwickelt hätten und vergab vier von zehn Punkten.

### Chartplatzierungen
| ChartsChartplatzierungen       | Höchstplatzierung | Wochen |
| ------------------------------ | ----------------- | ------ |
| Deutschland (GfK)              | 56 (1 Wo.)        | 1      |
| Österreich (Ö3)                | 65 (1 Wo.)        | 1      |
| Schweiz (IFPI)                 | 100 (1 Wo.)       | 1      |
| Vereinigte Staaten (Billboard) | 1 (27 Wo.)        | 27     |

IV verkaufte sich in den USA in der ersten Woche nach der Veröffentlichung etwa 211.000 Mal und erreichte damit wie sein Vorgänger Faceless Platz eins der US-amerikanischen Albumcharts. In Kanada erreichte IV Platz vier der Albumcharts.

### Auszeichnungen für Musikverkäufe
| Land/Region               | Auszeichnungen für Musikverkäufe (Land/Region, Auszeichnung, Verkäufe) | Verkäufe |
| ------------------------- | ---------------------------------------------------------------------- | -------- |
| Vereinigte Staaten (RIAA) | Gold                                                                   | 500.000  |

Das US-amerikanische Onlinemagazin Loudwire veröffentlichte im April 2015 eine Liste mit den zehn besten Liedern von Godsmack. In dieser Liste erreichte das Lied Speak Platz neun.